# Mohamed Salah
Mohamed Salah Hamed Mahrous Ghaly (em árabe: محمد صلاح حامد محروس غالي; Nagrig, 15 de junho de 1992) é um futebolista egípcio que atua como ponta-direita. Atualmente joga pelo Liverpool e pela Seleção Egípcia.

## Carreira

### Al-Mokawloon
Salah começou a carreira em seu país natal, assinando um contrato com o Al-Mokawloon aos 14 anos para ingressar nas categorias de base do time como um lateral-esquerdo. Contudo, por conta de sua grande velocidade e habilidade em marcar gols, o jogador logo assumiu uma posição mais avançada em campo e assinou com o time profissional aos 16 anos.
Salah morava na cidade de Nagrig, que se localizava a uma distância de cinco horas de Cairo, local onde Mohamed treinava com o time. Apesar das dificuldades de locomoção, bem como a impossibilidade que estudar pelo tempo necessário (Salah fazia apenas duas horas por dia de estudo para conseguir conciliar o treino com sua vida escolar), o jogador conseguiu chamar a atenção do clube e permaneceu com eles por duas temporadas.
Nesse tempo em solo egípcio, o atacante foi rebaixado com seu time em sua última temporada. Contudo, após a Tragédia de Porto Saíde que culminou na suspensão de todos os Campeonatos do Egito, deixando os atletas sem calendário, Salah tivera oportunidades demostrar seu futebol com a Seleção Sub-23, onde chamou a atenção de representantes do futebol suíço.
Em março de 2012, Salah estivera em campo com a Seleção Egípcia Sub-23 para jogar um amistoso contra o Basel, da Suíça. Nessa partida, Mohamed chamou a atenção positivamente do clube europeu. Futuramente, o jogador seria comprado pela equipe.

### Basel

#### 2012–13
Após 11 gols, em 41 jogos pelo clube do Egito, o Basel se interessou pela jovem promessa africana e o contratou em abril de 2012. Salah foi apresentado oficialmente no dia 15 de junho, assinando contrato por quatro temporadas. Aos 20 anos, o jovem chegou para substituir o suíço Xherdan Shaqiri, que havia acabado de trocar a Superliga Suíça pela Bundesliga, após negociar em definitivo com o Bayern de Munique.
A estreia de Salah pelo Basel ocorreu no dia 8 de agosto, pela 3ª eliminatória da Liga dos Campeões da UEFA. O egípcio participou do segundo jogo contra o Molde e viu seu time se classificar em um empate em 1–1. Ao fim da competição, o clube perdeu seus demais jogos e garantiu vaga na Liga Europa.
Pela Liga Europa da UEFA, Salah presenciaria um bom momento do time suíço, que contava em seu elenco Yann Sommer, Fabian Schär e seu ex-colega de Al-Mokawloon, Mohamed Elneny. Na competição europeia, Salah viu seu time ir longe, chegando às semifinais após derrotarem, de forma heroica, o Tottenham nos pênaltis. Com direito ao primeiro gol de Salah em competições europeias. Na semifinal, todavia, o Chelsea chegaria para vencer o time da Suíça duas vezes, mas não sem antes o egípcio deixar o seu segundo gol naquela edição de Europa League.
Pela Copa da Suíça de 2012-13, Salah esteve presente em quase todos os jogos e contribuiu com três gols e duas assistências nas cinco partidas em que atuou. O Basel chegou na final, único jogo da competição que Mohamed não esteve em campo, e perdeu para o Grasshoppers nas penalidades.
Pela Superliga Suíça, o africano esteve presente em 29 partidas, já que perdeu algumas das iniciais por conta de lesão e dos Jogos Olímpicos de Londres de 2012, contribuiu com cinco gols e quatro assistências e conquistou seu primeiro título na carreira quando o Basel concluiu a temporada na 1ª colocação.
Ao fim da temporada, Salah havia feito 50 jogos, 10 gols e 11 assistências na sua primeira temporada em solo europeu.

#### 2013–14

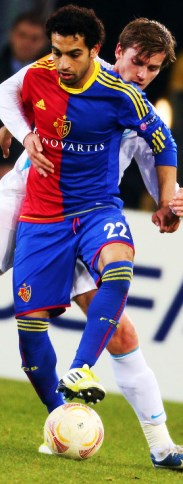
Salah atuando pelo Basel em 2013

Começando a temporada pelos play-offs da Liga dos Campeões da UEFA, o Basel enfrentou o Maccabi Tel Aviv em partida de ida e volta, com o africano participando de ambos os jogos e marcando um gol na volta. Ao final dos play-offs, marcando mais dois gols e dando uma assistência ao enfrentar o Ludogorets,[carece de fontes?] o time suíço garantiu-se na fase de grupos da Champions League.
Ao decorrer da competição europeia, em um grupo formado por Chelsea, Steaua Bucareste e Schalke 04, o Basel não pôde lidar com os favoritos e deixou a competição ainda na fase de grupos após duas vitórias, dois empates e duas derrotas em seis jogos. Coincidentemente, Salah marcou seus únicos dois gols nas partidas vencidas pelo time suíço, e ambas delas foram contra o Chelsea.
Pela Copa da Suíça, Salah participou apenas de um jogo e fez um gol contra o Tuggen pelas oitavas de final. O time chegou a final e perdeu o jogo por 2–0 contra o Zürich. Mohamed não pôde jogar, pois já havia saído do clube.
Atuando pela Super League, o africano esteve em campo em 18 partidas e marcou quatro gols, além de cinco assistências. Sua melhor partida foi contra o BSC Young Boys, quando marcou um doblete em um empate por 2–2, igual havia feito outrora em seu país natal.
Suas atuações, que já contavam com 20 gols em 78 jogos, chamaram a atenção de diversos clubes da Europa. Entre eles o Manchester United, Bayer Leverkusen, Juventus, Valência e Napoli, mas, quem esteve realmente perto de fechar com o jogador – antes da conclusão das tratativas com o Chelsea – foi o Liverpool.

### Chelsea
Salah destacou-se no Basel até ser contratado pelo Chelsea em 26 de janeiro de 2014, aos 21 anos, por cinco anos e meio de vínculo, o valor foi de 11 milhões de euros. Mohamed chegou para substituir o meia espanhol Juan Mata que havia trocado Londres para jogar no time vermelho de Manchester.
Como já havia estreado pelo Basel, Salah não poderia mais jogar na Champions por outro time, então viu, de casa, a campanha do clube inglês até pausarem sua jornada diante do Atlético de Madrid. Após um empate em 0–0 no primeiro jogo, o time espanhol venceu o londrino com gols de Adrián López Álvarez, Arda Turan e Diego Costa, enquanto Fernando Torres, que já havia atuado pelo Atlético, descontou na derrota por 3–1.
Pela FA Cup de 2013–14 o jogador só jogou um jogo, o da 5ª eliminatória, quando o time londrino perdeu a partida contra o Manchester City de 2-0.
Pela Premier League de 2013–14, Salah estreou no dia 8 de janeiro de 2014, na vitória contra o Newcastle por 3–0. E só marcou seu primeiro gol em 22 de março daquele mesmo ano. Aconteceu na goleada do time londrino sob o Arsenal por 6–0. A partida também estava marcando o milésimo jogo de Arsène Wenger sob o comando do clube vermelho de Londres O africano fez o último gol da partida com assistência de Nemanja Matić. Ao fim da competição, Salah atuou em 10 partidas e fez dois gols.
O fim da primeira temporada, pelo Basel e pelo Chelsea, de Salah fez 40 partidas com 12 gols.

#### 2014–15

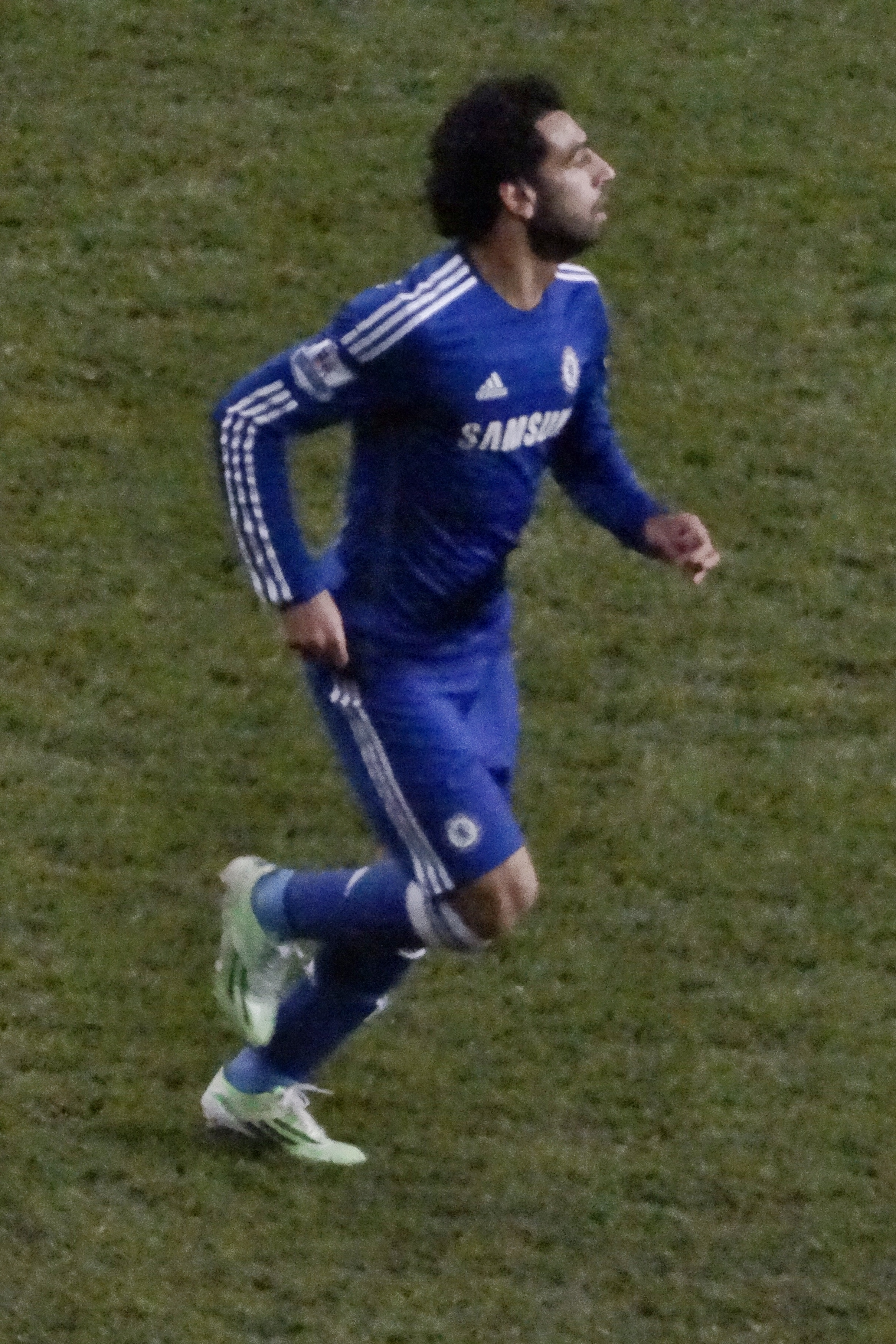
Salah em campo no clássico contra o Tottenham, em janeiro de 2015

A estreia do egípcio pela Premier League aconteceu na 4ª rodada, quando ele entrou para jogar oito minutos contra o Swansea. Depois disso, o africano apenas atuaria mais duas vezes, uma em cada metade do ano; a primeira foi contra o Crystal Palace, pela 8ª rodada, e a última no dia 1 de janeiro de 2015, contra o Tottenham, na 20ª rodada.
Pela FA Cup de 2014–15, Salah esteve em campo apenas uma vez em dois jogos possíveis. Ele participou da derrota contra o Bradford City por 4–2, e deu uma assistência, para o brasileiro Ramires, em 70 minutos jogados.
Pela Copa da Liga Inglesa, Salah jogou duas partidas e deu uma assistência contra o Shrewsbury, mas não atuou mais pelo clube londrino depois disso. Ao fim da competição, o clube de Londres derrotou o Tottenham e sagrou-se campeão. Apesar de não estar em campo, Mohamed foi considerado vencedor também, pois estava inscrito na competição.
Pela Liga dos Campeões, Salah só esteve em campo duas vezes pela fase de grupos. Ambas contra o Sporting, mas sem fazer gols ou dar assistências.

### Fiorentina

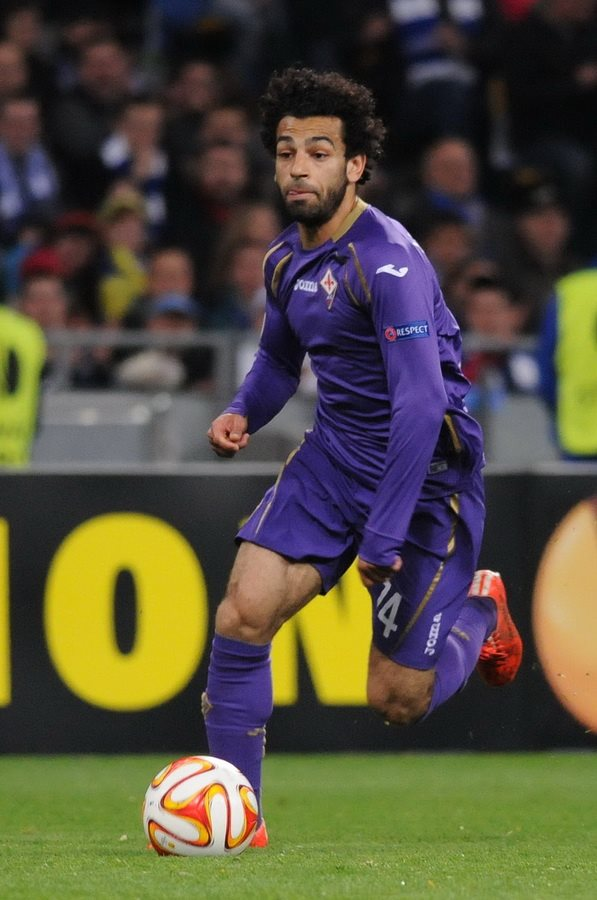
Salah em campo contra o Dínamo de Kiev, pela Liga Europa da UEFA

No dia 2 de fevereiro de 2015, o Chelsea confirmou o empréstimo por 18 meses de Salah para a Fiorentina, como parte de um acordo pela transferência de Juan Cuadrado para a equipe londrina. Salah escolheu a camisa número 74 em homenagem às vítimas da Tragédia de Port Said. Seis dias após a assinatura, realizou sua estreia na Fiorentina ao sair do banco de reservas no minuto 65, substituindo Joaquín em uma vitória por 3–2 sobre a Atalanta, no Artemio Franchi.
O egípcio concluiu sua passagem pela Serie A de 2014–15 atuando em 16 de 17 partidas, e conseguindo participar de quatro gols nas últimas quatro partidas, em sequência. Todas as nove vezes em que Salah participou de gols naquela Serie A, o time de Florença não perdeu. A campanha regular fez com que a Fiorentina ficasse com a 4ª colocação do campeonato e garantisse vaga na Liga Europa da UEFA.
Pela Copa da Itália, Salah participou apenas de dois jogos. O egípcio marcou dois gols na estreia contra a Juventus, na vitória do time de Florença por 2–1.[carece de fontes?] Entretanto, no jogo de volta da semifinal, o time de Turim reverteu o placar em 3–0 e se classificou para a final da competição.
Pela Liga Europa da UEFA de 2014–15, Salah precisou estrear na fase de 16 avos e viu o time italiano empatar em 1–1 no jogo de ida contra o Tottenham, porém conseguiu mostrar seu cartão de visitas ao marcar um gol na vitória de 2–0 no jogo de volta e se classificar para as oitavas de final. Pelas oitavas, um embate italiano acontecera. Roma e Fiorentina se enfrentam, mas o clube de Florença sobressai o time da capital, com direito a Salah dando assistência no primeiro jogo,[carece de fontes?] e se classifica após fazer 3–0 no jogo de volta.
Pelas quartas, Salah e os italianos enfrentaram o Dínamo de Kiev, da Ucrânia, e, após mais um empate no jogo de ida, a Viola consegue derrotar os ucranianos após vencerem por 2-0.[carece de fontes?] Enfrentando o Sevilla, o clube liderado por Unai Emery venceu os italianos nos dois jogos e tiraram a chance do time roxo de disputar a final.
Ao fim da sua passagem pela Viola, Salah marcou 9 gols em 26 partidas.

### Roma

#### 2015–16
Em 6 de agosto de 2015, Salah acertou com a Roma, por empréstimo de uma temporada por 5 milhões de euros, e com a opção de compra por 15 milhões de euros. Estreou em 22 de agosto, no empate em 1–1 com o Hellas Verona.
Em 20 de setembro de 2015, Salah marcou seu primeiro gol na temporada contra o Sassuolo, em jogo que terminou empatado em 2–2. Também marcou nas duas rodadas seguintes, na derrota por 2–1 para a Sampdoria e na vitória por 5–1 contra o Carpi. Em 25 de outubro de 2015, Salah voltou ao estádio Artemio Franchi, marcando o gol que abriu o placar contra a sua ex-equipe Fiorentina, ajudando a Roma conquistar sua quarta vitória na Série A. Em seu retorno, Salah também foi expulso após receber um segundo cartão amarelo nos minutos finais do jogo. A temporada regular da Roma a deixou em 3º colocado na Serie A e garantiu a ela vaga nos play-offs da Liga dos Campeões da UEFA de 2016–17.
Pela Copa da Itália de 2015-16, Salah disputou apenas 1 jogo, pois a Roma perdeu este mesmo nos pênaltis após empate em 0–0 contra o Spezia Calcio, Mohamed não chegou a bater e viu o clube romano ser eliminado nas penalidades.
Durante a Liga dos Campeões da UEFA de 2015–16, Salah participou de sete, de oito jogos pelo clube da capital, deixando de participar somente do penúltimo jogo da Fase de Grupos contra o Barcelona por conta de lesão. No decorrer da temporada, ele viu seu time ser eliminado pelo Real Madrid, após perderem os dois jogos das oitavas de final.
Ao final da temporada, foi nomeado o jogador da temporada, terminando como o artilheiro do clube com 15 gols em todas as competições (14 na Serie A).

#### 2016–17
Em 3 de agosto de 2016, foi contratado em definitivo pela Roma. O jogador marcou um hat-trick no Estádio Olímpico no dia 6 de novembro, na vitória da Roma por 3–0 sobre o Bologna. O clube havia recebido dois brasileiros na janela de transferências, o meio-campista Gerson e o goleiro Alisson.
Pelos Play-offs da Liga dos Campeões da UEFA de 2016–17, Salah jogou os dois jogos possíveis, dando uma assistência no jogo de ida contra o Porto, em empate por 1–1. Mas o clube de Portugal não deixou a vaga escapar no jogo de volta e aplicou 3–0 nos italianos, ganhando assim vaga para fase grupos da competição.
Salah não pôde jogar os dois jogos iniciais da Roma pela Copa da Itália, pois estava com a Seleção Egípcia de Futebol, mas voltou a tempo de disputar o clássico da capital contra a Lazio pelas partidas de ida e volta das semifinais da competição. O primeiro jogo fora vencido pelos Aquilotti por 2–0. A Roma descontou o placar vencendo a segunda partida por 3–2, com direito a dois gols de Salah, mas o placar agregado mostrou que a equipe de Lácio deveria continuar na competição rumando à final.
Pela Liga Europa da UEFA de 2016–17, Salah contribuiu com dois gols em seis partidas. O sonho do título foi interrompido nas oitavas de final, após caírem para o Lyon. Apesar do atacante ter marcado na vitória por 2–1 no jogo de volta, o placar não foi suficiente para reverter a derrota por 4–2 no jogo de ida.
A temporada do egípcio no campeonato italiano foi novamente arrasadora. O africano marcou em 15 oportunidades, além de dar 13 assistências em 31 jogos. Na liga, a Roma ficou em 2º lugar, estado apenas cinco pontos de passar a campeã Juventus que conquistou o sexto título consecutivo.

### Liverpool

#### 2017–18

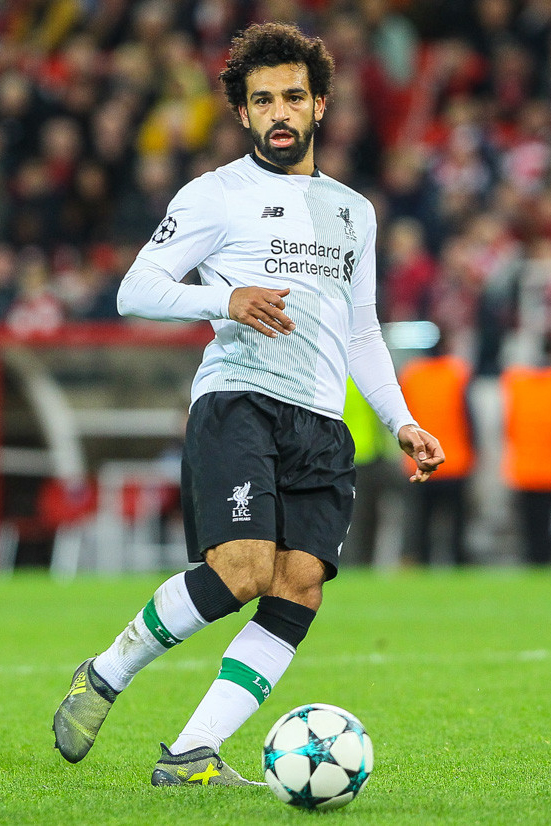
Salah na temporada 2017–18

Em 22 de junho de 2017, assinou com o Liverpool, por 42 milhões de euros, mais 8 milhões de bônus, se tornando o jogador africano mais caro da história. O atacante recebeu a camisa 11, antes pertencente a Roberto Firmino, que passou a usar a 9. Salah marcou em sua estreia contra o Watford em um empate por 3–3 em 12 de agosto. Em 23 de agosto de 2017, Salah marcou seu segundo gol pelo Liverpool, no jogo de volta da rodada play-off da Liga dos Campeões da UEFA de 2017–18 contra o Hoffenheim, a partida terminou 4–2 (6–3 no agregado). Quatro dias depois, marcou e deu uma assistência na vitória por 4–0 sobre o Arsenal.
Por suas atuações, Salah foi eleito o melhor jogador do mês de agosto pelos torcedores. No dia 17 de outubro marcou duas vezes em goleada por 7–0 sobre o NK Maribor, vitória essa que se tornou a maior do time inglês em competições continentais.
Em 25 de novembro, Salah marcou o primeiro gol do empate com o Chelsea por 1–1, entretanto não quis comemorar em respeito ao seu ex-clube.
No dia 17 de março de 2018, Salah marcou quatro gols na vitória por 5–0 sobre o Watford, que foi seu primeiro poker para o Liverpool. Neste jogo, ele quebrou o recorde de marcar 36 vezes em sua temporada de estreia pelo Liverpool.

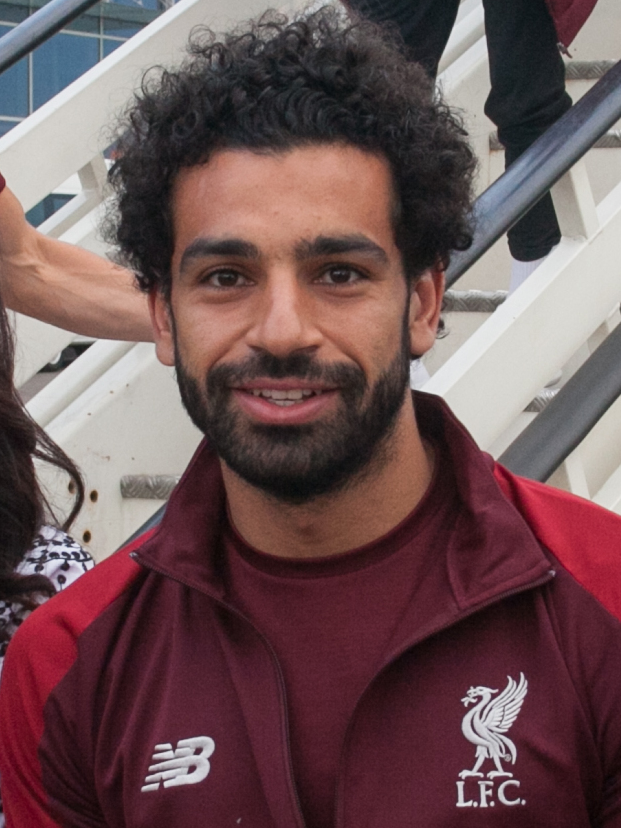
Salah em 2018

Já no dia 24 de abril, Salah marcou dois gols na vitória por 5–2 contra a Roma, seu ex-clube, em partida válida pelas semifinais da Liga dos Campeões.[carece de fontes?] No dia 26 de maio, durante a Liga dos Campeões, Salah se lesionou em uma dividida com o zagueiro Sergio Ramos. Apesar de tentar continuar atuando, o atacante egípcio acabou deixando o campo aos prantos. Dois dias após o incidente, o defensor espanhol enviou um pedido de desculpas ao atacante.
Em seu último jogo da temporada contra o Brighton & Hove marcou o primeiro gol na vitória por 4-0 alcançando seu 32º gol na Premier League, e quebrando o recorde de maior goleador em uma mesma edição de Campeonato Inglês. Ao fim da temporada o jogador acumulou 44 gols em 52 jogos, além de distribuir 16 assistências, um feito extraordinário para o egípcio que fica atrás de Ian Rush que marcou 47 gols em 1983-84.[carece de fontes?]
Graças a uma temporada incrível, Salah foi escolhido como um dos finalistas do prêmio The Best juntamente com Cristiano Ronaldo e Luka Modric. Salah foi eleito o terceiro melhor jogador do mundo no The Best da FIFA.

#### 2018–19
No dia 2 de julho de 2018, Salah renovou seu contrato junto ao clube inglês estendendo o vínculo até 2023 mesmo cobiçado por outros clubes europeus. Em 12 de agosto de 2018, marcou o primeiro gol da temporada em partida válida pela 1ª rodada da Premier League contra o West Ham em vitória por 4–0. Em 25 de agosto, Salah marcou o único gol da vitória por 1–0 sobre o Brighton ao completar passe de Roberto Firmino.
Marcou na Liga dos Campeões o primeiro gol do jogo logo aos dois minutos, em cobrança de pênalti. No decorrer da partida, o Liverpool fez 2–0 no Tottenham e conquistou o seu 6° título europeu.
Pela segunda temporada seguida, Salah foi o artilheiro da Premier League, com 22 gols marcados, só que desta vez dividindo o posto com o companheiro de clube Sadio Mané e Pierre-Emerick Aubameyang do Arsenal.

#### 2019–20

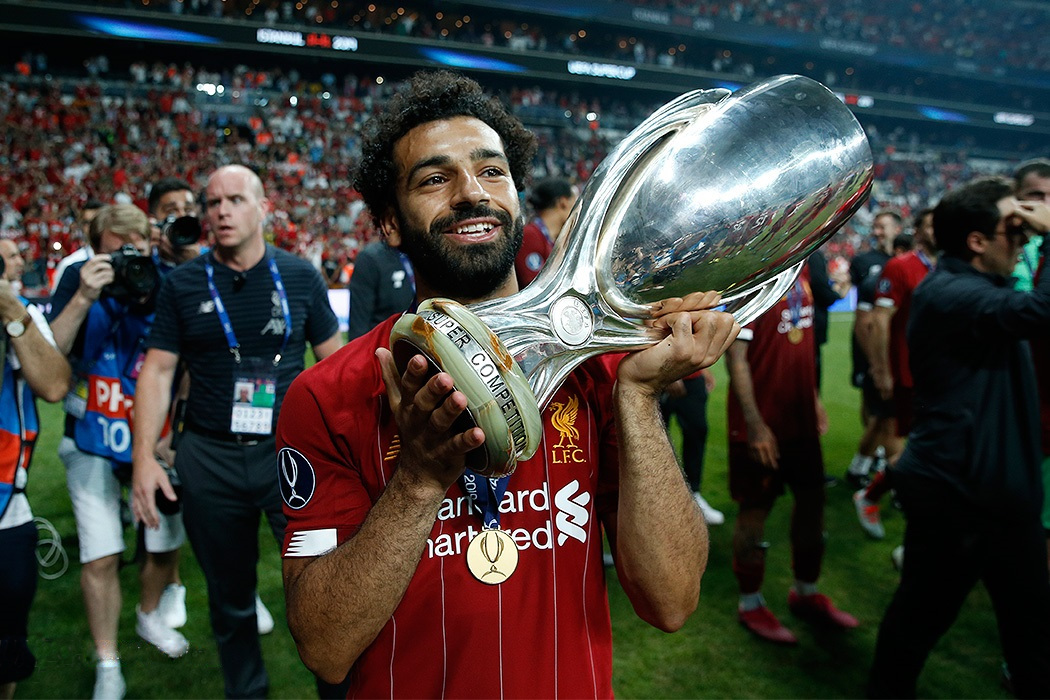
Salah com o troféu da Supercopa da UEFA

Salah começou a temporada conquistando dois títulos, o da Supercopa da UEFA de 2019, e do Mundial de Clubes.
No decorrer da temporada, o jogador viu seu time não se sair bem nas copas que seu time disputava. A equipe amargou um vice-campeonato na Supercopa da Inglaterra de 2019 e duas eliminações para o Chelsea e para o Aston Vila na Copa da Inglaterra e na Copa da Liga, respectivamente. Por último, o time também teve de enfrentar duas derrotas nas oitavas de final da Champions League para o Atlético de Madrid, causando assim a eliminação dos Reds.
Apesar do desempenho irregular nas copas, o clube comandado por Jürgen Klopp conquistou o primeiro título do Liverpool na Era Premier League. Na ocasião, durante a Premier League de 2019–20, Salah balançou as redes 19 vezes e deu 10 passes para gol, sendo o jogador que mais participou de gols diretamente na equipe inglesa naquela edição de campeonato.
O jogador concluiu sua temporada com 23 gols marcados em 48 partidas.

#### 2020–21
Nessa temporada, o jogador não conseguiu conquistar títulos com a equipe vermelha da cidade. Os Reds foram derrotados pelos Gunners na final da Supercopa da Inglaterra de 2020, e amargou demais eliminações para o Real Madrid na Liga dos Campeões nas quartas de final e também deu adeus à Copa da Inglaterra e Copa da Liga quando foram superados pelo Manchester United e Arsenal, respectivamente.
Apesar de terem ficado com a 3ª colocação na Premier League de 2020–21, Salah conquistou destaque individual na competição. O jogador ficou apenas um gol de empatar com o artilheiro da Premier League, Harry Kane, e concluiu sua passagem na Liga com 22 gols marcados. Ele também apareceu no time do Ano da PFA ao fim da temporada.
Salah terminou sua temporada com 31 gols marcados em 51 jogos.

#### 2021–22

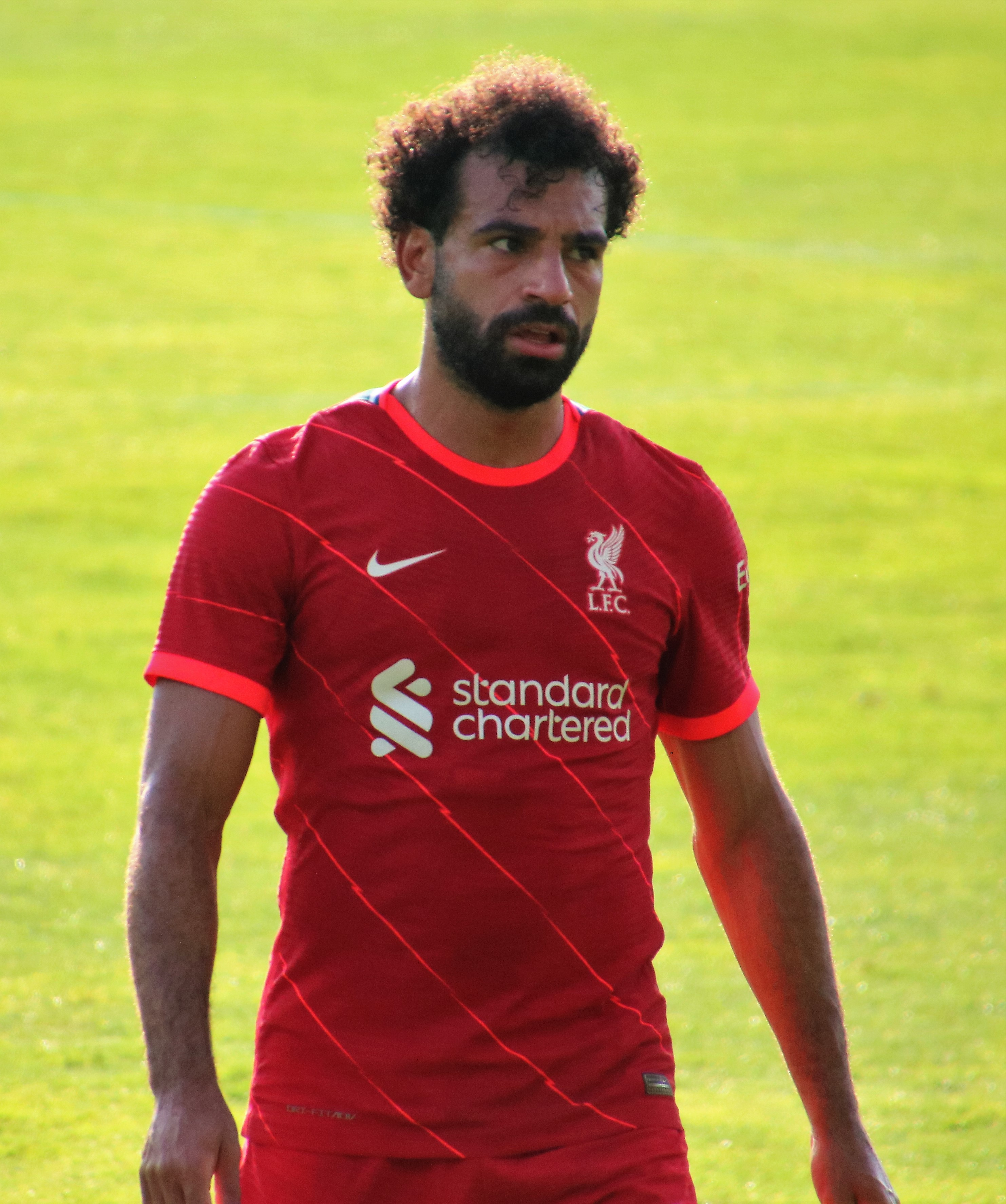
Salah pelo Liverpool em 2021

Em uma temporada espetacular, Salah liderou a equipe nas campanhas vencedoras da Copa da Liga Inglesa e da Copa da Inglaterra daquela temporada. Apesar de não ter conquistado títulos na Premier League e na Liga dos Campeões, o jogador alcançou o vice-campeonato em ambas as competições.
Pela Premier League, o craque africano balançou as redes 23 vezes e se tornou o artilheiro da competição, empatado com Son Heung-min. Além disso, o atacante também conseguiu contribuir com 13 passes para gols e se tornou o garçom da Liga Inglesa, bem como também vencera o prêmio de Jogador do Ano PFA. Para fechar sua temporada, Salah também venceu o prêmio de gol da temporada da Premier League.
Nessa temporada, Mohamed conseguiu chegar, na 4ª rodada, na marca de 100 gols na Premier League. Futuramente, na 9ª rodada, ele conseguiu superar Didier Drogba como o jogador africano com mais gols na história da Premier League.
O "Rei do Egito" terminou a temporada marcando 31 gols em 51 partidas.
Em 17 de outubro de 2022, Salah ficou na quinta posição do prêmio Bola de Ouro, dado pela revista France Football como melhor jogador do mundo na temporada (2021/22).

#### 2022–23

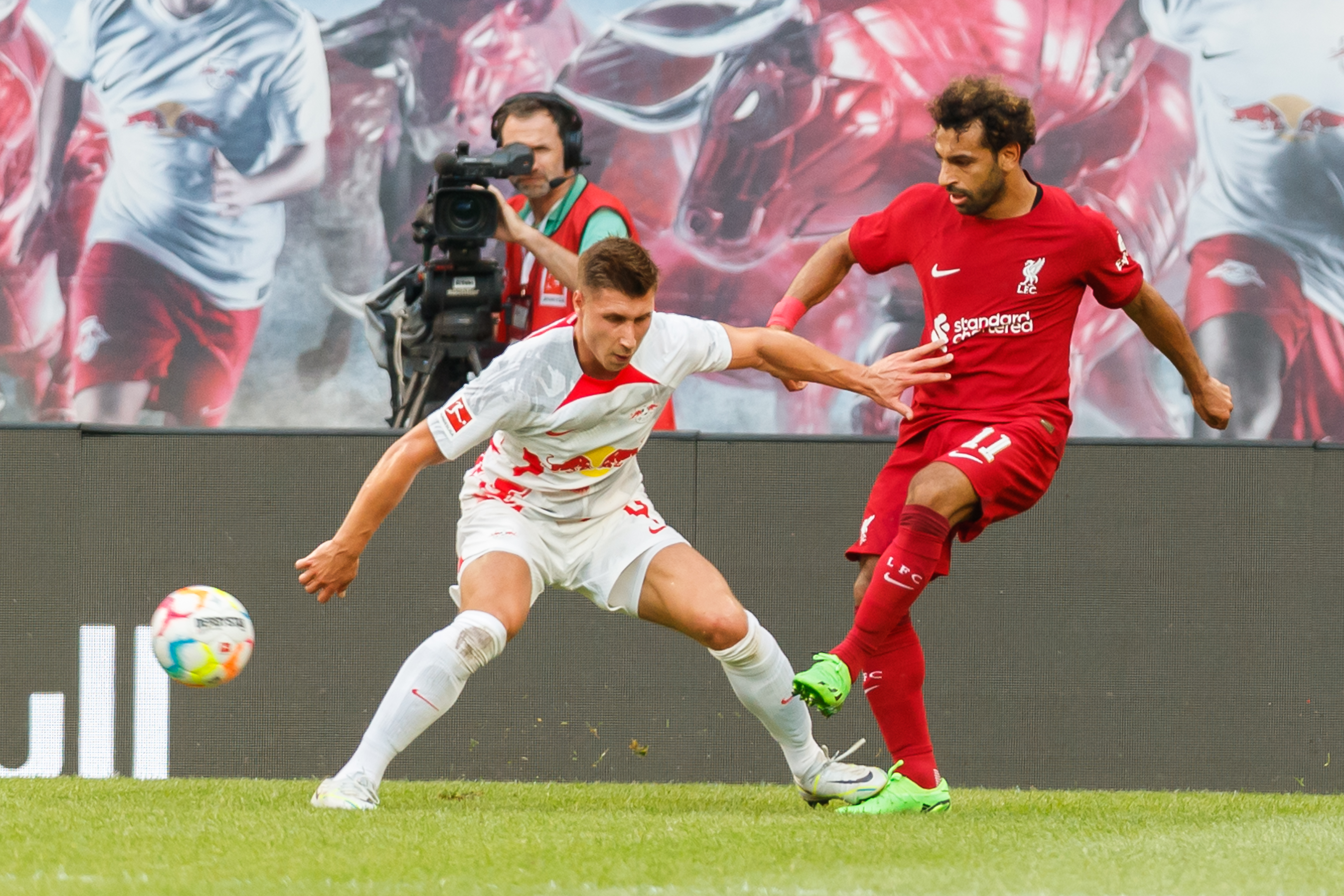
Salah em 2022

Em 14 de janeiro de 2023, Salah  foi um dos anunciados pela FIFA como concorrente ao prêmio de melhor jogador do mundo, o The Best 2022. O jogador, no entanto, perdeu o prêmio para Lionel Messi.
O jogador estreou com um título na temporada. Participando de dois, dos três gols do Liverpool no jogo, os Reds venceram o Manchester City por 3-1 e levantaram o troféu da Supercopa da Inglaterra de 2022.
No decorrer das competições, a equipe foi muito irregular. Os Reds haviam perdido Sadio Mané para o Bayern de Munique no começo da temporada e Darwin Núñez não conseguia alcançar as expectativas criadas nele. Assim, o time amargou eliminações precoces na Copa da Liga e na Copa da Inglaterra.
Ainda em competições inglesas, o Liverpool enfrentou nova irregularidade. A equipe desempenhava um futebol abaixo das demais temporadas e terminou a temporada sem ganhar vaga à Liga dos Campeões. Salah e sua equipe ficaram em 5º colocado na Premier League e tiveram de se direcionar para Liga Europa da UEFA da temporada seguinte.
Em 5 de março de 2023, Salah fez dois golos no jogo em que o Liverpool decretou a maior goleada da história do clássico com o Manchester United, 7 a 0 em Anfield, sendo que seis gols foram marcados na segunda etapa. Ele chegou a 129 gols pelo Liverpool e se tornou o maior artilheiro da história dos Reds na Premier League além virar o maior artilheiro do clássico com 12 gols marcados em 12 jogos.
Em meio à loucura, Salah fez uma época individual fantástica. Mohamed terminou a temporada com 30 gols e 16 assistências em todas as competições.

#### 2023–24
O time havia perdido algumas de suas principais peças em sua temporada anterior, como seu parceiro de ataque Roberto Firmino, mas continuou tendo seu exímio desempenho técnico na equipe.
Salah estreou na Premier League de 2023–24 com muito destaque. O craque passou 6 rodadas contribuindo diretamente com gols e assistências e contribuía diretamente para que sua equipe brigasse pelas posições mais altas naquele início de temporada. Na partida contra o Crystal Palace, válida pela 16ª rodada, Salah marcou o ducentésimo gol com a camisa do Liverpool.
Salah terminou a temporada de Premier League positivamente. Apesar de não ter vencido nenhum título, pôde deixar a competição com 18 gols e 10 assistências.
Salah participou timidamente da campanha vitoriosa do Liverpool na Copa da Liga Inglesa de 2023–24. Ele chegou a participar de dois jogos, sendo capitão na primeira partida e marcando um tento no seu segundo momento na competição. Ele deixou de estar com os Reds a partir disso, pois teve de participar da Copa Africana de Nações. Ao voltar, não participou do jogo do título, contra o Chelsea, pois estava lesionado.
Sua convocação e lesão fez com que o egípcio só jogasse uma partida na FA Cup. No tal jogo, Salah marcou um gol diante o Manchester United, mas os Red Devils superaram o clube de Mohamed e fizeram um placar de 4 a 3 na prorrogação.
Salah estreou na Liga Europa da UEFA de 2023–24 fazendo um gol contra o LASK. Nessa mesma competição, o jogador assumiu a braçadeira de capitão na penúltima rodada do Liverpool na fase de grupos. Na ocasião, contra o LASK novamente, o jogador marcou um gol e deu uma assistência na goleada dos ingleses por 4-0.
No restante da campanha, Salah marcou mais dois gols, um contra o Sparta Praha e outro contra a Atalanta. No entanto, foi contra esse time italiano que a equipe de Jürgen Klopp (em sua temporada final) amargou a eliminação ainda nas quartas de final.

#### 2024–25

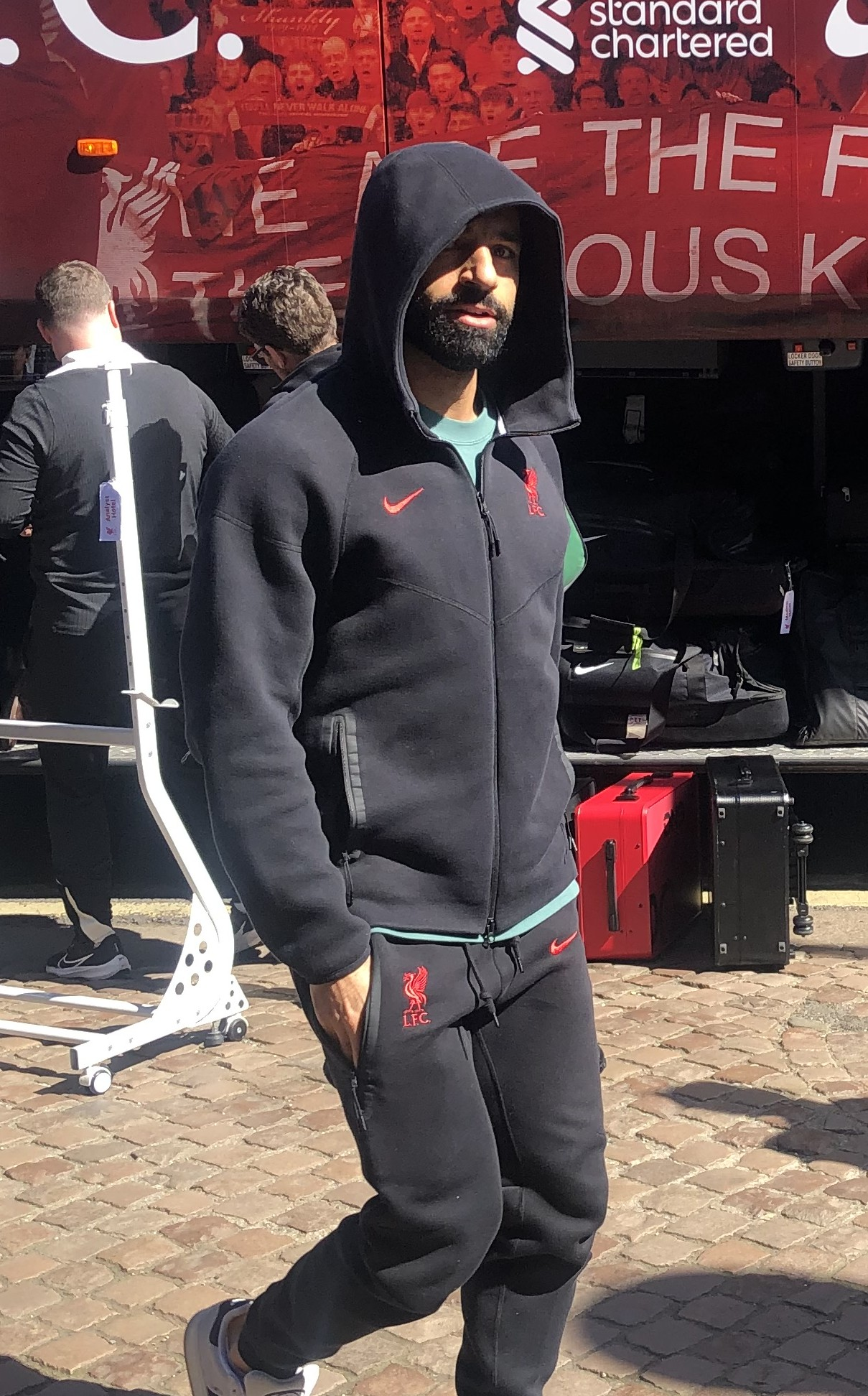
Salah chegando para um jogo de Premier League em 2025.

Com a chegada de Arne Slot, a equipe  cresceu de rendimento, e Salah teve um crescimento proporcional ao sucesso do Liverpool em todas as competições vigentes. Mohamed conseguiu concluir os primeiros 19 jogos de Premier League fazendo 18 gols, ao mesmo tempo que liderava a  lista de artilheiro e assistente da Premier League.
Apesar do início avassalador do egípcio, tamanho era que já o cogitavam como o futuro vencedor dos prêmios de Melhor Jogador da Temporada, os Reds tinham dificuldade em renovar com o africano. O time inglês havia buscado acertar valores com o seu principal jogador, mas o craque afirmara em entrevista que o acordo entre as partes estava distante. A reação da torcida foi imediata, os adeptos expressavam o descontentamento com a possibilidade de Mohamed deixar o clube de graça ao fim da temporada e exigiam que a diretoria renovasse com o ídolo.
Jamie Carragher, outro grande ex-jogador do time e jornalista da Sky Sports, criticou publicamente a forma como o craque estava lidando com a renovação de seu contrato, e afirmou que Salah e Trent Alexander-Arnold, este que estava interessado em rumar ao Real Madrid, "deveriam seguir o exemplo" de Virgil van Dijk – que também tinha o contrato se encerrando, mas que não expunha nenhuma opinião sobre isso à mídia. Respondendo ao comentarista inglês, Mohamed afirmou em sua rede social que achava que Jamie estava começando a "ficar obcecado" por ele.
A medida que a temporada seguia, Salah continuava sendo o grande nome da equipe comandada por Arne Slot. Ele chegou a fazer uma incrível sequência marcando sete gols em seis partidas consecutivas do Campeonato Inglês e ampliou sua vantagem de tentos em relação ao segundo colocado da artilharia. Tamanho haviam sido suas performances que a torcida dos Reds faziam demasiadas manifestações para que o contrato do principal jogador da Liga fosse renovado com urgência.
Então, no dia 11 de abril de 2025, após impasses e um longo período de negociações, Mohamed Salah renovou seu contrato com o Liverpool até junho de 2027. Com o novo contrato, Mohamed tornou-se o segundo maior salário do Campeonato Inglês.
Após a renovação, no dia 27 do mesmo mês, Salah fizera um dos cinco tentos na goleada por 5–1 contra o Tottenham e a equipe tornou-se campeã da Premier League na 34ª rodada. Na ocasião, o egípcio liderava os rankings de artilheiro e assistente e era um dos nomes mais cotados para vencer o prêmio de Melhor Jogador da Liga e da Temporada futuramente. Em entrevista após o título, viu o apoio dos adeptos dos Reds no Tottenham Hotspur Stadium e pôde, pela primeira vez, comemorar com eles o troféu. Mesmo que já tenha o vencido antes, por conta da Pandemia de COVID-19 na Inglaterra, os jogos foram sem público a partir da segunda metade do campeonato – o que fez com que a equipe, então comandada por Klopp, não pudesse ter a mesma participação dos torcedores. Comentando com os jornalistas ingleses, Mohamed falou sobre a vitória e a diferença no apoio ao sistema defensivo com o novo treinador:
| “                                                                                          | É incrível! É realmente incrível vencer a Premier League em frente à nossa torcida. É algo muito especial. Agora está sendo muito melhor (do que na temporada 2019–20. Tudo por causa da nossa torcida. Mostrar a eles que podemos ser campeões de novo é algo muito especial. (Arne Slot) é um cara muito honesto. É um cara bem duro, mas ele faz nossa vida ser muito fácil, porque ele é muito direto ao dizer que ele quer alcançar. Agora (com Slot) eu não tenho que ajudar tanto na defesa. | ” |
| — Salah sobre vencer a Premier League pela primeira vez com o apoio da torcida no estádio. | |   |

Eventualmente, com o fim da temporada, Salah vencera o principal prêmio individual da competição: o de Melhor Jogador da Premier League. Ademais, também foi o artilheiro com 29 gols e o líder em assistências com 18. Assim, Mohamed chegou a sua quarta Chuteira de Ouro na Liga Inglesa, igualando o recorde estabelecido por Thierry Henry; suas 47 participações em gols também levara o egípcio a igualar o recorde de participações diretas em uma mesma época de duas outras lendas do Campeonato: Alan Shearer (1994–95: 42 jogos, 34 gols, 13 assistências) e Andy Cole (1993–94: 40 jogos, 34 gols e 13 assistências). Seus gols aconteceram contra 17 equipes diferentes, repetindo o feito de 2017–18, e o africano novamente constou na lita de mais gols marcados contra a maior quantidade de times diferentes em uma mesma época.
Apesar do sucesso nos pontos corridos, o Liverpool careceu de bons resultados nas demais competições. Salah havia marcado dois gols na campanha que levou os Reds até a final da Copa da Liga, mas viu de dentro de campo o seu time perder para o Newcastle United, que encerrou seu longo jejum de títulos ao vencerem-lhes por 2–1. Na Copa da Inglaterra, no entanto, Mohamed nem entrou em campo e a equipe foi eliminada em sua segunda partida diante do Plymouth Argyle.
Na primeira edição de pontos corridos em formato de Liga na Champions League, Salah era um dos grandes nomes da sólida campanha inicial do time vermelho. A equipe somava importantes pontos e viu o atacante firmar-se ainda mais entre os candidatos s melhor do mundo ao marcar três gols e quatro assistências em sete partidas que entrou em campo. O time, líder isolado da Fase inicial, rumou direto às oitavas onde tivera de enfrentar o PSG comandado por Luis Enrique. Todavia, a equipe francesa viu o talento de Ousmane Dembélé fluir e garantir o empate em 1–1 no agregado na partida de volta. Nas penalidades, Mohamed e Ousmane acertaram suas cobranças, mas o time de Paris comemorou a classificação eliminando um dos favoritos a ganhar o título europeu.

## Seleção Nacional

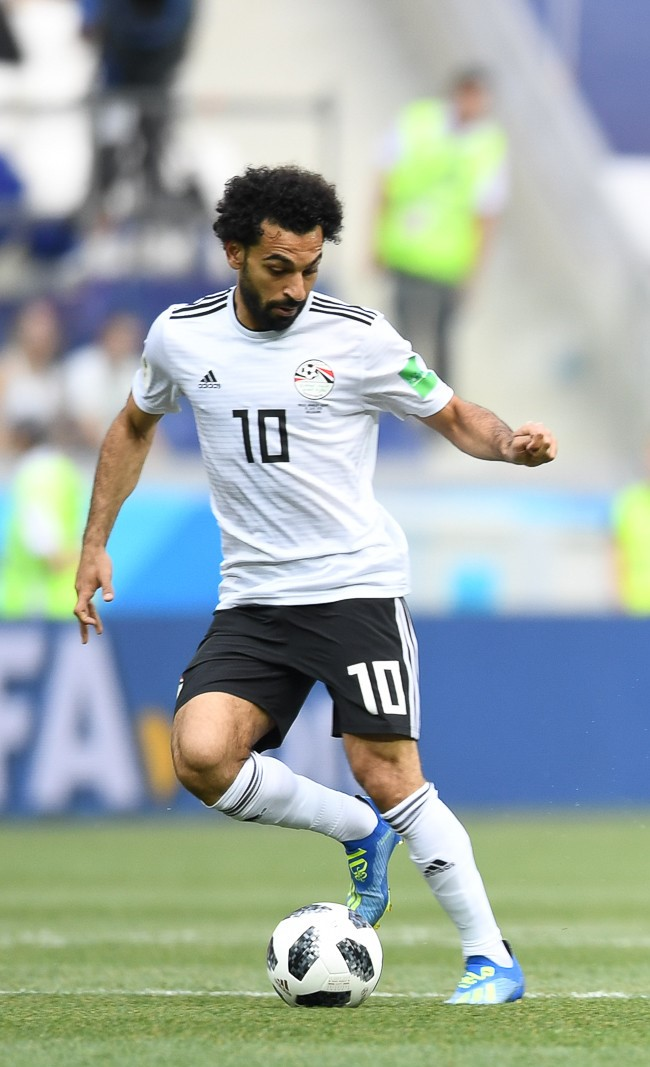
Salah na Copa do Mundo de 2018

### Olímpica
Salah integrou o elenco da Seleção Egípcia nos Jogos Olímpicos em 2012, onde teve grande destaque marcando um gol em cada partida da Seleção Egípcia durante a fase de grupos. O bom desempenho de Salah ajudou os egípcios a se classificarem para as quartas de final, onde foram eliminados para o Japão por 3–0.

### Principal

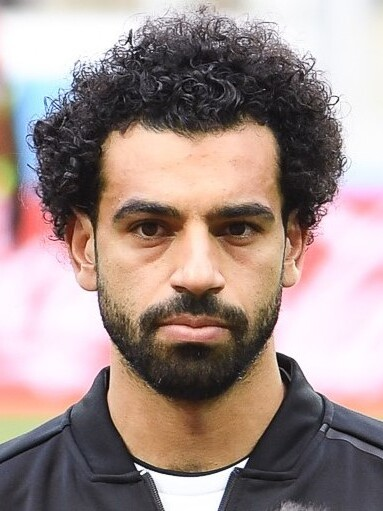
Salah pela Seleção Egípcia em 2018

Ganhou destaque internacional ao marcar aos 45 minutos do segundo tempo na partida contra o Congo em 8 de outubro de 2017 o gol que classificou o Egito para Copa do Mundo FIFA de 2018, pondo fim a um período de 28 anos de ausência dos egípcios em mundiais. Além disso, foi um dos artilheiros das Eliminatórias Africanas com cinco gols em seis partidas. Também em 2017, sagrou-se vice-campeão da Campeonato Africano das Nações diante de Camarões.
Atuou em duas partidas da Copa do Mundo de 2018 e marcou duas vezes, mas sem conseguir evitar as derrotas para a Rússia e Arábia Saudita por 3–1 e 2–1, respectivamente. O Egito foi o último colocado do Grupo A.
Disputou a Campeonato Africano das Nações de 2019, que teve seu próprio país como sede. Apesar de ser um dos favoritos, o Egito acabou derrotado pela África do Sul nas oitavas de final. Salah se despediu da competição com dois gols marcados em quatro partidas disputadas.
Em março de 2022, Salah não conseguiu ajudar a seleção do Egito a se classificar para a Copa do Mundo 2022. O jogador viu sua seleção perder nos pênaltis para Senegal e, dessa forma, não estará no Mundial do Catar nos últimos meses de 2022.

## Estatísticas
Atualizado até 16 de março de 2025.

### Clubes
| Clube             | Temporada         | Campeonato nacional | Campeonato nacional | Campeonato nacional | Copas nacionais[a] | Copas nacionais[a] | Copas nacionais[a] | Competições continentais[b] | Competições continentais[b] | Competições continentais[b] | Outros torneios[c] | Outros torneios[c] | Outros torneios[c] | Total | Total | Total   |
| Clube             | Temporada         | Jogos               | Gols                | Assist.             | Jogos              | Gols               | Assist.            | Jogos                       | Gols                        | Assist.                     | Jogos              | Gols               | Assist.            | Jogos | Gols  | Assist. |
| ----------------- | ----------------- | ------------------- | ------------------- | ------------------- | ------------------ | ------------------ | ------------------ | --------------------------- | --------------------------- | --------------------------- | ------------------ | ------------------ | ------------------ | ----- | ----- | ------- |
| Al-Mokawloon      | 2009–10           | 3                   | 0                   | 0                   | 2                  | 0                  | 1                  | —                           | —                           | —                           | —                  | —                  | —                  | 5     | 0     | 1       |
| Al-Mokawloon      | 2010–11           | 20                  | 4                   | 1                   | 4                  | 1                  | 1                  | —                           | —                           | —                           | —                  | —                  | —                  | 24    | 5     | 2       |
| Al-Mokawloon      | 2011–12           | 15                  | 7                   | 3                   | —                  | —                  | —                  | —                           | —                           | —                           | —                  | —                  | —                  | 15    | 7     | 3       |
| Al-Mokawloon      | Total             | 38                  | 11                  | 4                   | 6                  | 1                  | 2                  | —                           | —                           | —                           | —                  | —                  | —                  | 44    | 12    | 6       |
| Basel             | 2012–13           | 29                  | 5                   | 4                   | 5                  | 3                  | 2                  | 16                          | 2                           | 5                           | —                  | —                  | —                  | 50    | 10    | 11      |
| Basel             | 2013–14           | 18                  | 4                   | 5                   | 1                  | 1                  | 0                  | 10                          | 5                           | 1                           | —                  | —                  | —                  | 29    | 10    | 6       |
| Basel             | Total             | 47                  | 9                   | 9                   | 6                  | 4                  | 2                  | 26                          | 7                           | 6                           | —                  | —                  | —                  | 79    | 20    | 17      |
| Chelsea           | 2013–14           | 10                  | 2                   | 1                   | 1                  | 0                  | 0                  | —                           | —                           | —                           | —                  | —                  | —                  | 11    | 2     | 1       |
| Chelsea           | 2014–15           | 3                   | 0                   | 0                   | 3                  | 0                  | 2                  | 2                           | 0                           | 0                           | —                  | —                  | —                  | 8     | 0     | 2       |
| Chelsea           | Total             | 13                  | 2                   | 1                   | 4                  | 0                  | 2                  | 2                           | 0                           | 0                           | —                  | —                  | —                  | 19    | 2     | 3       |
| Fiorentina        | 2014–15           | 16                  | 6                   | 3                   | 2                  | 2                  | 0                  | 8                           | 1                           | 1                           | —                  | —                  | —                  | 26    | 9     | 4       |
| Fiorentina        | Total             | 16                  | 6                   | 3                   | 2                  | 2                  | 0                  | 8                           | 1                           | 1                           | —                  | —                  | —                  | 26    | 9     | 4       |
| Roma              | 2015–16           | 34                  | 14                  | 6                   | 1                  | 0                  | 0                  | 7                           | 1                           | 1                           | —                  | —                  | —                  | 42    | 15    | 7       |
| Roma              | 2016–17           | 31                  | 15                  | 14                  | 2                  | 2                  | 0                  | 8                           | 2                           | 1                           | —                  | —                  | —                  | 41    | 19    | 15      |
| Roma              | Total             | 65                  | 29                  | 20                  | 3                  | 2                  | 0                  | 15                          | 3                           | 2                           | —                  | —                  | —                  | 83    | 34    | 22      |
| Liverpool         | 2017–18           | 36                  | 32                  | 10                  | 1                  | 1                  | 0                  | 15                          | 11                          | 5                           | —                  | —                  | —                  | 52    | 44    | 15      |
| Liverpool         | 2018–19           | 38                  | 22                  | 8                   | 2                  | 0                  | 0                  | 12                          | 5                           | 2                           | —                  | —                  | —                  | 52    | 27    | 10      |
| Liverpool         | 2019–20           | 34                  | 19                  | 10                  | 2                  | 0                  | 0                  | 8                           | 4                           | 2                           | 4                  | 0                  | 1                  | 48    | 23    | 13      |
| Liverpool         | 2020–21           | 37                  | 22                  | 5                   | 3                  | 3                  | 0                  | 10                          | 6                           | 1                           | 1                  | 0                  | 0                  | 51    | 31    | 6       |
| Liverpool         | 2021–22           | 35                  | 23                  | 13                  | 3                  | 0                  | 0                  | 13                          | 8                           | 2                           | —                  | —                  | —                  | 51    | 31    | 15      |
| Liverpool         | 2022–23           | 38                  | 19                  | 12                  | 4                  | 2                  | 1                  | 8                           | 8                           | 2                           | 1                  | 1                  | 1                  | 51    | 30    | 16      |
| Liverpool         | 2023–24           | 32                  | 18                  | 10                  | 3                  | 2                  | 0                  | 9                           | 5                           | 4                           | —                  | —                  | —                  | 44    | 25    | 15      |
| Liverpool         | 2024–25           | 29                  | 27                  | 17                  | 5                  | 2                  | 1                  | 8                           | 3                           | 4                           | —                  | —                  | —                  | 43    | 32    | 22      |
| Liverpool         | Total             | 279                 | 182                 | 85                  | 23                 | 10                 | 2                  | 84                          | 50                          | 23                          | 6                  | 1                  | 2                  | 392   | 243   | 111     |
| Total na carreira | Total na carreira | 458                 | 239                 | 122                 | 44                 | 19                 | 8                  | 135                         | 61                          | 31                          | 6                  | 1                  | 2                  | 643   | 320   | 163     |

- a. ^ Jogos da Copa do Egito, Copa da Suíça, Copa da Itália, Copa da Inglaterra e Copa da Liga Inglesa
- b. ^ Jogos da Liga dos Campeões e Liga Europa
- c. ^ Jogos da Super Copa da Inglaterra, Super Copa da UEFA e Mundial de Clubes da FIFA

### Seleção Egípcia
Seleção Principal
| Ano   |       |      |         |
| Ano   | Jogos | Gols | Assist. |
| ----- | ----- | ---- | ------- |
| 2011  | 2     | 1    | 0       |
| 2012  | 15    | 7    | 4       |
| 2013  | 10    | 9    | 6       |
| 2014  | 9     | 5    | 2       |
| 2015  | 4     | 2    | 3       |
| 2016  | 6     | 5    | 2       |
| 2017  | 11    | 5    | 2       |
| 2018  | 6     | 7    | 2       |
| 2019  | 5     | 2    | 1       |
| Total | 68    | 43   | 21      |

## Títulos
Basel
- Superliga Suíça: 2012–13 e 2013–14

Liverpool
- Liga dos Campeões da UEFA: 2018–19
- Supercopa da UEFA: 2019

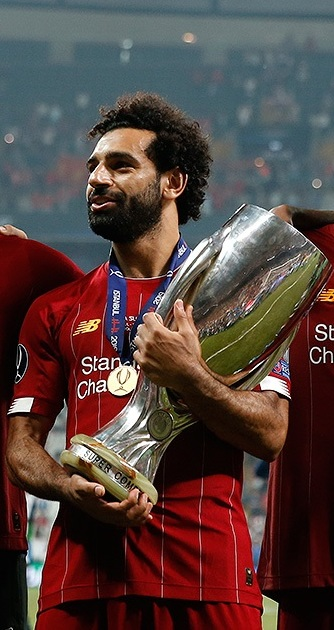
Salah com o troféu da Supercopa da UEFA

- Copa do Mundo de Clubes da FIFA: 2019
- Premier League: 2019–20 e 2024–25
- Copa da Liga Inglesa: 2021–22 e 2023–24
- Copa da Inglaterra: 2021–22
- Supercopa da Inglaterra: 2022

### Prêmios individuais
- UAFA Golden Boy: 2012
- Talento promissor do ano da CAF: 2012
- Melhor jogador da Superliga Suíça: 2013[147]
- Jogador do ano da Roma: 2015–16
- Melhor jogador Árabe do ano pelo Globe Soccer Awards: 2016
- Equipe do Ano CAF: 2016,[148] 2017
- Equipe do torneio do Campeonato Africano das Nações: 2017

- Futebolista Africano do Ano pela BBC: 2017 e 2018
- Futebolista Africano do Ano: 2017 e 2018
- Equipe do Ano PFA da Premier League: 2017–18,[149] 2020–21 e 2021–22
- Futebolista Inglês do Ano da PFA: 2017–18[150] e 2021–22
- Futebolista Inglês do Ano pela FWA: 2017–18,[151] 2021–22[152] 2024–25
- Melhor jogador da partida da Copa do Mundo de 2018: Arábia Saudita 2–1 Egito
- Prémio FIFA Ferenc Puskás 2018[153]
- Jogador do Mês da Premier League: novembro de 2017, fevereiro de 2018, março de 2018, outubro de 2021 e outubro de 2023, novembro de 2024, fevereiro de 2025
- Gol do Mês da Premier League: janeiro de 2021 e outubro de 2021
- Jogador do Ano da Premier League: 2017–18, 2024–25
- Chuteira de Ouro da Premier League: 2017–18, 2018–19, 2021–22, 2024–25
- Playmaker do Ano da Premier League: 2021–22, 2024–25
- Gol do Ano da Premier League: 2021–22
- Bola de Ouro da Copa do Mundo de Clubes da FIFA: 2019

### Artilharias
- Eliminatórias da Copa do Mundo – África: 2014 (6 gols); 2018 (5 gols)
- Premier League: 2017–18 (32 gols)[154]; 2018–19 (22 gols); 2021–22 (23 gols), 2024–25 (29 gols)

### Recordes
- Maior artilheiro do Liverpool na história da Premier League
- Maior vencedor da Chuteira de Ouro da Premier League
- Jogador com mais participações diretas em gols em uma mesma temporada de Premier League
- Maior vencedor do prêmio de Jogador do Mês da Premier League